# Exocentrus ruber
Exocentrus ruber là một loài bọ cánh cứng trong họ Cerambycidae.